# Litton Industries
Litton Industries, genoemd naar uitvinder Charles Litton Sr., was een grote militaire uitvoerder in de Verenigde Staten. Litton begon in 1953 als een elektronicabedrijf dat navigatie-, communicatie- en elektronische oorlogsvoeringsapparatuur bouwde. Het breidde uit en werd een veel groter bedrijf, met grote scheepswerven en ging zelfs magnetrons maken.
Begin jaren negentig werd Litton Industries opgesplitst in aparte militaire en commerciële bedrijven. De commerciële tak, met onder meer de olietak en assemblagelijn-operaties, ging verder onder de naam Western Atlas. In 2001 werd het bedrijf overgenomen door Northrop Grumman.

## Divisies
- Litton Guidance and Control Systems
- Litton Aero Products
- Litton Electron Devices → nu L-3 Communications, Electron Devices: San Carlos CA & Williamsport PA
- Litton Data Systems
- Litton Space Systems
- Litton Integrated Systems
- Litton Ship Systems
  - Avondale Shipyards
  - Ingalls Shipyards
- Litton Marine Systems
  - Sperry Marine
  - C.Plath
  - Decca Radar (vroeger een divisie Racal)
    - Decca Navigator, een historisch VLF navigatie systeem
- Litton Systems Canada
- Litton Italia
- LITEF
- TELDIX
- Litton Kester
- Litton Advanced Systems (voormalig Litton Amecom)
- Litton Datalog (voormalig New York Times Facsimile Company en het printeronderdeel van Monroe Calculator; gefuseerd in Amecom in 1982)
- Litton Western (voormalig Western Electric)

### Consument- en kantoorproducten
- Litton Cole
- Litton Moffat
- Litton Sweda (kassa's)
- Litton Monroe (rekenmachines)
- Litton Royal (typemachines)
- Litton Adler (typemachines)